# Byron Leftwich
Byron Antron Leftwich (geboren am 14. Januar 1980 in Washington, D.C.) ist ein US-amerikanischer Trainer und ehemaliger Spieler auf der Position des Quarterbacks im American Football. Er war zuletzt von 2019 bis 2022 Offensive Coordinator der Tampa Bay Buccaneers, mit denen er in der Saison 2020 den Super Bowl LV gewann. Leftwich spielte College Football für die Marshall University und wurde im NFL Draft 2003 als siebter Spieler ausgewählt. Von 2003 bis 2012 war er als Spieler in der NFL für die Jacksonville Jaguars, die Atlanta Falcons, die Pittsburgh Steelers und die Tampa Bay Buccaneers aktiv. Mit den Steelers gewann Leftwich als Ersatzspieler den Super Bowl XLIII.

## Karriere als Spieler

### College
Leftwich ging auf die Marshall University und spielte für die Marshall Thundering Herd in der Mid-American Conference (MAC). Er gewann zweimal die Meisterschaft in der MAC und führte Marshall zu drei Siegen in Bowl Games. Leftwich stand in 44 Spielen am College auf dem Feld, davon 35 mal von Beginn an. Er erzielte in seiner College-Karriere bei einer Passquote von 65,1 % 11.903 Yards Raumgewinn und warf 89 Touchdownpässe bei 28 Interceptions. Bei der Wahl zur Heisman Trophy belegte Leftwich 2002 den sechsten Platz. Er wurde zweimal als Offensive Player of the Year in der MAC ausgezeichnet. Bekanntheit erlangte sein Einsatz im Spiel gegen die University of Akron am 2. November 2002. Nachdem er das Feld wegen eines Schienbeinbruchs hatte verlassen müssen und ins Krankenhaus gebracht worden war, fuhr er zurück zum Spiel, um im dritten Viertel wieder eingewechselt zu werden. Leftwich konnte nicht mehr laufen und musste von seinen Offensive Linemen über das Feld getragen werden, dennoch konnte er 208 Yards Raumgewinn im Passspiel erzielen. Marshall verlor das Spiel letztlich trotzdem.

### NFL
Leftwich wurde im NFL Draft 2003 an siebter Stelle von den Jacksonville Jaguars ausgewählt. Ursprünglich waren die Minnesota Vikings in diesem Draft als siebtes Team an der Reihe und einigten sich auf einen Trade mit den Baltimore Ravens. Die Ravens wollten von der zehnten Stelle an die siebte vorrücken, um den Jaguars zuvorzukommen und Leftwich auszuwählen. Da die Vikings den Trade nicht innerhalb des Zeitfensters von 15 Minuten, das für das Einreichen ihres Picks vorgesehen war, abschließen konnten, waren nun die an achter Stelle gesetzten Jaguars ebenfalls auswahlberechtigt. Jacksonville reichte seine Auswahl möglichst schnell ein, um vor den Vikings an der Reihe zu sein und sich Leftwich zu sichern. Minnesota wählte schließlich mit dem neunten Pick Kevin Williams, nachdem auch die ursprünglich an neunter Stelle gesetzten Carolina Panthers ihren Pick vor den Vikings einreichen hatten können. Letztlich erwies sich der Patzer der Vikings als Pyrrhussieg für Jacksonville. Leftwich blieb als Quarterback der Jaguars erfolglos, während die Ravens statt Leftwich an zehnter Stelle Linebacker Terrell Suggs auswählten, der sich zu einem Spitzenspieler entwickelte. Auch der von den Vikings ausgewählte Kevin Williams hatte eine erfolgreiche NFL-Karriere.
Nach einem längeren Holdout unterzeichnete Leftwich am 12. August 2003 einen Fünfjahresvertrag über rund 30 Millionen Dollar in Jacksonville. Ab dem vierten Spieltag seiner Rookiesaison war Leftwich Starting Quarterback, er ersetzte Mark Brunell. Als Rookie lief er in 13 Spielen von Beginn an auf, er brachte 239 von 418 Pässen für 2819 Yards an ihr Ziel. Dabei warf er 14 Touchdownpässe und 16 Interceptions. Leftwich wurde als NFL Offensive Rookie of the Month im Dezember ausgezeichnet. In den nächsten drei Spielzeiten blieb er der etatmäßige Passgeber der Jaguars, allerdings fiel er in der Saison 2005 ab dem zwölften und 2006 ab dem siebten Spiel für den Rest der Regular Season aus, jeweils wegen einer Knöchelverletzung. Dabei wurde er meist durch David Garrard ersetzt. In der Saison 2005 kam Leftwich zu seinem einzigen Einsatz als Stammspieler in einem Play-off-Spiel, nachdem er zuvor fünf Spiele lang verletzt gefehlt hatte, stand er bei der 3:28-Niederlage in der Wild Card Round gegen die New England Patriots am 7. Januar 2006 von Beginn an auf dem Feld.
In der Vorbereitung auf die Saison 2007 hatte Head Coach Jack Del Rio erklärt, dass Leftwich als Starting Quarterback der Jaguars in die neue Spielzeit gehen würde. Allerdings konnte David Garrard im Trainingscamp und in der Preseason bessere Leistungen zeigen, sodass er neun Tage vor Saisonbeginn anstelle von Leftwich zum Starter ernannt wurde. Die Jaguars entließen Leftwich daraufhin am 1. September 2007, nachdem sie zuvor erfolglos versucht hatten, ihn per Trade an ein anderes Team abzugeben.
Am 18. September 2007 unterschrieb Leftwich einen Zweijahresvertrag über 7 Millionen Dollar bei den Atlanta Falcons. Dort war er der Backup für Joey Harrington. Er konnte Harrington als Starter ablösen, kam aber verletzungsbedingt nur in drei Spielen zum Einsatz. Nach der Saison wurde Leftwich von den Falcons entlassen. Für Atlanta warf er bei einer Passquote von 55,2 % einen Touchdownpass und zwei Interceptions.
Im August 2008 nahmen die Pittsburgh Steelers Leftwich unter Vertrag. Als Ersatz für Ben Roethlisberger kam er zu mehreren Kurzeinsätzen mit soliden Leistungen und gewann mit den Steelers den Super Bowl XLIII.
Zur Saison 2009 schloss Leftwich sich den Tampa Bay Buccaneers an. Er ging als Starting Quarterback der Buccaneers in die Saison, konnte aber nicht überzeugen und wurde nach drei Spielen durch Rookie Josh Johnson ersetzt. Wegen einer Ellenbogenverletzung setzten die Buccaneers Leftwich später auf die Injured Reserve List, womit die Saison für ihn beendet war.
Im April 2010 holten die Steelers Leftwich per Trade nach Pittsburgh zurück und gaben dafür einen Siebtrundenpick an Tampa Bay ab. Da Roethlisberger für die ersten vier Spiele der Saison 2010 gesperrt war, sollte Leftwich ihn vorübergehend ersetzen. Allerdings verletzte er sich im letzten Spiel der Preseason und konnte nicht spielen. Am letzten Spieltag der Regular Season kam Leftwich zu einem Kurzeinsatz, als das Spiel gegen die Cleveland Browns bereits zugunsten der Steelers entschieden war.
In der Preseason 2011 brach sich Leftwich den linken Arm und fiel damit für die gesamte Saison aus. Für die Saison 2012 unterschrieb er einen Einjahresvertrag bei den Steelers. Nachdem Roethlisberger sich am 10. Spieltag gegen die Kansas City Chiefs verletzt hatte, musste Leftwich für ihn eingewechselt werden. Er führte das Team zu einem Sieg nach Overtime und war in der Woche darauf Starter gegen die Baltimore Ravens. Bei der Niederlage gegen Baltimore brach Leftwich sich zwei Rippen und wurde daraufhin durch Charlie Batch ersetzt.

### NFL-Statistiken
| Jahr   | Team   | Spiele                        | als Starter                   | Comp–Att                      | Comp%                         | Yards                         | TD                            | INT                           | QB Rtg                        |
| ------ | ------ | ----------------------------- | ----------------------------- | ----------------------------- | ----------------------------- | ----------------------------- | ----------------------------- | ----------------------------- | ----------------------------- |
| 2003   | JAX    | 15                            | 13                            | 239–418                       | 57,2                          | 2819                          | 14                            | 16                            | 73,0                          |
| 2004   | JAX    | 14                            | 14                            | 267–441                       | 60,5                          | 2941                          | 15                            | 10                            | 82,2                          |
| 2005   | JAX    | 11                            | 11                            | 175–302                       | 57,9                          | 2123                          | 15                            | 5                             | 89,3                          |
| 2006   | JAX    | 6                             | 6                             | 108–183                       | 59,0                          | 1159                          | 7                             | 5                             | 79,0                          |
| 2007   | ATL    | 3                             | 2                             | 32–58                         | 55,2                          | 279                           | 1                             | 2                             | 59,5                          |
| 2008   | PIT    | 5                             | 0                             | 21–36                         | 58,3                          | 303                           | 2                             | 0                             | 104,3                         |
| 2009   | TB     | 3                             | 3                             | 58–107                        | 54,2                          | 594                           | 4                             | 3                             | 71,2                          |
| 2010   | PIT    | 1                             | 0                             | 5–7                           | 71,4                          | 42                            | 0                             | 0                             | 86,6                          |
| 2011   | PIT    | kein Einsatz wegen Verletzung | kein Einsatz wegen Verletzung | kein Einsatz wegen Verletzung | kein Einsatz wegen Verletzung | kein Einsatz wegen Verletzung | kein Einsatz wegen Verletzung | kein Einsatz wegen Verletzung | kein Einsatz wegen Verletzung |
| 2012   | PIT    | 2                             | 1                             | 25–53                         | 47,2                          | 272                           | 0                             | 1                             | 54,9                          |
| Gesamt | Gesamt | 60                            | 50                            | 930–1605                      | 57,9                          | 10.532                        | 58                            | 42                            | 78,9                          |

Quelle: pro-football-reference.com

## Karriere als Trainer
Nach dem Ende seiner Spielerkarriere war Leftwich ab 2016 als Trainer für die Arizona Cardinals tätig. Im Januar 2017 wurde er als Coach für die Quarterbacks eingestellt, im Oktober 2018 wurde er zum Offensive Coordinator befördert.
Im Januar 2019 nahmen die Tampa Bay Buccaneers Leftwich als Offensive Coordinator unter Vertrag. In der Saison 2020 gewann Leftwich als Offensive Coordinator der Buccaneers den Super Bowl LV. Nachdem die Offense der Buccaneers 2020 und 2021 insgesamt durchschnittlich die meisten Punkte in der Regular Season erzielt hatten, fiel die Leistung 2022 deutlich ab. Die Buccaneers beendeten die Saison mit einer negativen Bilanz und scheiterten in der ersten Runde der Play-offs. Daraufhin wurde Leftwich am 19. Januar 2023 entlassen.